# Шорт, Филип
Филип Майкл Шорт (англ. Philip Michael Short; 15 мая 1960, Корк, Манстер — 31 августа 2018, Голуэй, Коннахт) — ирландский шахматист.
Многократный чемпион Ирландии. В составе сборной Ирландии участник двух Олимпиад (1982—1984).
Шорт был женат, у пары две дочери.

## Спортивные результаты
| Год  | Город    | Турнир         | + | − | = | Результат | Место |
| ---- | -------- | -------------- | - | - | - | --------- | ----- |
| 1982 | Люцерн   | 25-я Олимпиада | 5 | 2 | 2 | 6 из 9    |       |
| 1984 | Салоники | 26-я Олимпиада | 3 | 3 | 4 | 5 из 10   |       |
|      |          |                |   |   |   | из        |       |

## Изменения рейтинга
| Графики недоступны из-за технических проблем. См. информацию на Фабрикаторе и на mediawiki.org. |